# French Latino
French Latino é um grupo musical criado na França em 2009 pelo cantor e compositor Jean-Paul Gavino com sua filha Michelle.
O grupo de estilo latino-mediterráneo mistura diferentes ritmos de Europa, África e América do Sul como flamenco, jazz, boleros, molhos, chacha, bachatas e atos em francês, inglês, espanhol, brasileiro e italiano. 

## Adaptação
Além de composições originais, French Latino versiona famosas canções latinas em diferentes idiomas, como Besame mucho, Parole, parole e oferece adaptações originais em espanhol:
- "Andaluzia" escrita por Antonio Gutiérrez. no disco Guarda a esperança, inspirado na Serenata composta por Franz Schubert
- "II y a le ciel, le soleil et la mer" de François Deguelt converteu-se em "El cielo, el sol y el mar" no disco Merci; a canção está escrita, gravada e misturada no estudo Unomusic por Luis Villa e o ganhador do Latin Grammy Miguel Ángel González.

## Discografia
- Guarda la esperanza (2009)
- Suerte (2013)
- La vie en rose (2018)
- Merci (2022)

## Associação e recompensa
Os bailarinos de molho José Aranda e María Vela, ganhadores do Mundial de Dance Latino 2021 participam no clipá Bolero 21 do disco Merci com uma original coreografa.
O grupo recebeu o Silver Creator Award de Youtube em 2021 graças, em particular, a atuações como História de um amor seguida por vários milhões de espectadores.